# Kraxentrager (Zillertaler Alpen)
Der Kraxentrager (auch La Gerla) ist ein Berg in den Zillertaler Alpen mit einer Höhe von 2999 m ü. A.

## Lage
Er liegt im 8 km langen Abschnitt, in dem der Tuxer Hauptkamm gleichzeitig dem Alpenhauptkamm entspricht, beginnend mit dem Wolfendorn (2774 m) bis zur Hohen Wand (3289 m). 
Er liegt an der Grenze zwischen dem österreichischen Bundesland Tirol und der italienischen Provinz Südtirol.